# Jerònima Galés

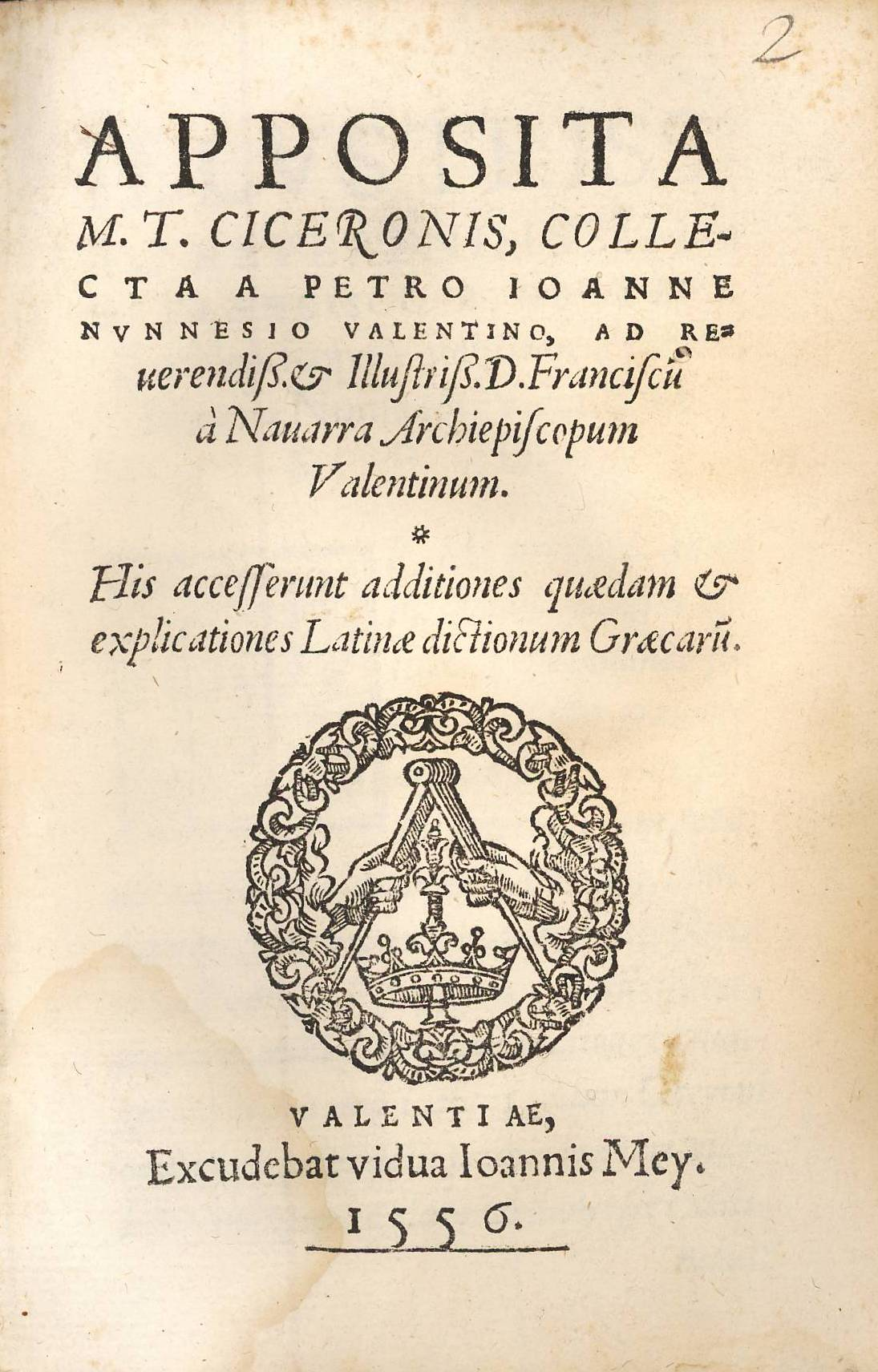
Comentarios a Cicerón impresos por Jerònima Galés

Jerónima Galés fue una impresora valenciana del siglo XVI. Fue una de las impresoras más conocidas de su época, no solo por el largo período que ejerció como tal, sino también por sus proyectos editoriales y calidad de todas sus publicaciones. Tras la muerte de su marido, en 1556, se hizo cargo de la imprenta del fallecido, figurando como viuda de Juan Mey. En 1559 se casó con Pedro Huete, pero hasta 1568 seguía utilizando el nombre de «Juan Mey» y «En casa de Juan Mey». A partir de entonces utilizó el nombre de Pedro Huete como impresor, hasta su muerte en 1580, donde Jerónima de Galés apareció de nuevo como “Viuda de Pedro Huete” hasta 1587, fecha en la que se cree que murió. Escribió un soneto, que publicó en los preliminares de la traducción castellana de El libro de las historias, de Paulo Jovio, impreso por ella misma en el año 1562, en el que reivindicaba su experiencia y conocimiento de la profesión que ejercía.
Durante su regencia (cuando no había intervención de ningún marido), el taller familiar de los Mey imprimió más de 250 libros. Entre los encargos figuraban las instituciones valencianas más importantes de la época, como «l'Estudi General», «el Consell Municipal», «la Generalitat», «l'Arquebisbat de Valencia» o el «Hospital General».
Su huella ha quedado reflejada en los colofones, donde aparece como "Juan Mey", "en casa de Juan Mey", "viuda de Joan Mey" o "viuda de Pedro de Huete".

## Una saga de impresores
Su primer matrimonio fue con el impresor y librero flamenco Joan Mey Flandro. A finales de 1555 se hizo cargo del negocio familiar tras la muerte de su esposo. En 1559 se casó en segundas nupcias con el impresor y corrector Pedro de Huete, antiguo trabajador del negocio familiar. Tras la muerte de su segundo marido, hacia 1580, volvió a hacerse cargo de la imprenta hasta su fallecimiento, se cree en octubre de 1587. De su primer matrimonio tuvo al menos seis hijos, de entre ellos Juan Felipe Mey, Pedro Patricio Mey y Aurelio Mey continuaron la actividad, constituyendo una auténtica saga de prestigiosos impresores.

## Jerònima Galés en internet
La Biblioteca Valenciana Digital (BIVALDI) mantiene un portal dedicado a Jerònima Galés en su "Biblioteca de Autores".
La Biblioteca Nacional de España dedica un espacio a Jerònima Galés en su sección "Impresoras en Valencia s. XVI"
De ella toma su nombre la Societat Bibliogràfica Valenciana Jerònima Galés.
El año 2017 se renombró la calle General Barroso por calle de impresora Jerònima Galés en la ciudad de Valencia (en valenciano y oficialmente València).